# Psychrelpidia
Psychrelpidia is een geslacht van zeekomkommers uit de familie Elpidiidae.

## Soorten
- Psychrelpidia discrepans (Sluiter, 1901)